# Louis Valdès
Louis Valdès, né Louis Auguste Petit le 27 août 1922 à Blérancourt (Aisne) et mort le 4 janvier 1965 à Paris 15e, est un des plus célèbres marionnettistes français du XXe siècle.

## Biographie
Né dans une famille modeste, et fasciné très tôt par l'univers du spectacle, Louis fréquente assidument les gens du voyage, ce qui lui vaut d'être déporté pendant la Seconde Guerre mondiale. Subissant vraisemblablement des expérimentations médicales des Nazis, il en reste irrémédiablement marqué. Après la guerre, il commence sa carrière en autodidacte dans le cabaret transformiste Madame Arthur à Paris, sous son nom de scène Valdès.
Il poursuit ses numéros poétiques ou humoristiques au sein de la nuit parisienne, jusqu'au Crazy Horse où il est embauché en 1957.
C'est la télévision qui le rend célèbre en 1964, grâce à l'émission La Piste aux étoiles, où il interprète différents numéros, dont celui du fameux Pierrot. Dès lors, Louis Valdès est demandé à Las Vegas et à New York où il jouera la même année. Promis à une brillante carrière, il est emporté en 1965 par un cancer foudroyant.

## Son jeu
Louis Valdès est l'un des premiers marionnettistes à manipuler à vue, c'est-à-dire derrière sa marionnette, à la vue des spectateurs, sans écran.
Sur scène, Louis Valdès est toujours vêtu d'un complet noir.
Peu de marionnettes de Louis Valdès nous sont parvenues, en raison de son habitude de les brûler après s'en être servi ou lorsqu'elles ne le satisfaisaient pas, parmi lesquelles la Strip-teaseuse, etc. Le Pierrot se trouve actuellement aux Musées Gadagne de Lyon, don de Mme Veuve Petit, la mère de l'artiste.